# Эдер, Георг (художник)
Георг Эдер (нем. Georg Oeder; 12 апреля 1846 г. Аахен; † 4 июля 1931 г. Дюссельдорф) — немецкий художник-пейзажист, представитель «Дюссельдорфской художественной школы», известный коллекционер произведений искусства.

## Биография
Георг Эдер родился в семье банкира Юлиуса Эдера, его дед, Иоганн Христиан Эдер, был торговцем шерстью и бургомистром. Мать художника, Луиза Паули, родилась в бельгийском Генте. Образование Эдер получил в гимназии в Дуйсбурге, затеи учился в торговом училище в Висбадене. В 1866 году поступает на воинскую службу офицером в гусарский полк, дислоцированный в Дюссельдорфе. Участвовал во франко-прусской войне 1870 года, после её окончания целиком посвятил себя живописи, работал совместно с художником Эмилем Хюнтеном. Будучи самоучкой, поддерживал дружеские отношения и получал поддержку от директора дюссельдорфской Академии искусств Эдуарда Бендемана. С 1869 года жил и работал в Дюссельдорфе, уделяя внимание преимущественно пейзажу «на натуре». Для улучшения своей техники рисунка Эдер совершал рабочие поездки по Европе — в Баварию, Швейцарию, Францию, Голландию, Австрию, Италию и Англию. Работы Эдера, как правило, изображают осенние и зимние ландшафты. В 1893 году художнику присвоили звание профессора живописи, но вскоре после этого он был вынужден отказаться от занятий живописью вследствие болезни, и посвятил своё время коллекционированию произведений дальневосточного, преимущественно японского, искусства (графика, предметы вооружения и быта, и т. д.). На средства Эдера в парках Дюссельдорфа были установлены фонтаны и скульптуры.
В 1872 году Эдер построил здание, в котором открыл свою художественную галерею — рядом с домом, где обосновался союз дюссельдорфских живописцев «Палитра художника». В этом здании от жил до самой своей смерти в 1931 году. В сентябре 1879 года живописец вступил в брак с Туснельдой Ханиель (1860—1931), дочерью промышленника из известной семьи предпринимателей Ханиель, унаследовавшей в 1890 году машиностроительную фабрику «Haniel & Lueg». В 1898 году, в связи с пятидесятилетием «Палитры художника», Георг Эдер был награждён орденом Красного орла 4-й степени. В 1900 году Эдер стал одним из инициаторов проведения дюссельдорфской Индустриально-промышленной выставки 1902 года. На ней, в специально отстроенном павильоне, демонстрировалась его коллекция произведений японского искусства. В 1904 году он вошёл в комиссию по организации Международной художественной выставки в Дюссельдорфе. В 1916 году Эдер стал почётным членом дюссельдорфской Академии искусств. К 80-летию художника и мецената ему было присвоено звание почётного гражданина города Дюссельдорфа. После смерти его именем названа одна из аллей в Дюссельдорфе.
Супруга Георга Эдера, Туснельда, была сопредседателем основанного в 1905 году феминистского «Рейнского женского клуба».

## Избранные произведения
- Лесной пейзаж с оленями (Waldlandschaft mit Rehen), (1874)
- Рубка леса (Der Holzschlag), (1876)
- Поздней осенью (Spätherbststimmung), (1879)
- Ноябрьский день (Novembertag), (1880, утрачена 1943 году)),
- Осеннее утро (Ein Herbstmorgen), (1883)
- В лесной чаще (Waldinneres), (1884)
- На голландском побережье (Motiv von der holländischen Küste), (1886)
- Просёлок (Ein Landweg), (до 1888)

- На закате (ок. 1880)
- Утро в деревне
- Осенний лес (1888)
- Поздней осенью